# Glenda Braganza
Glenda Braganza (* 1978 in Halifax, Nova Scotia, Kanada) ist eine kanadische Film- und Theaterschauspielerin, die in diversen US-amerikanischen und kanadischen Fernsehproduktionen mitwirkte.

## Werdegang
Glenda Braganzas Eltern sind hindu-goanesischer Herkunft. Sie wuchs in Ottawa, Ontario auf und lebte lange in Montreal, bevor sie nach Toronto ging.
Nachdem Glenda Braganza 2001 an der Concordia University Theater studiert hatte, trat sie als Theaterschauspielerin in Montreal in verschiedenen Stücken auf, z. b. in Jennydog, Jane Eyre und West. Sie gewann den Preis des Montreal English Critics Circle als beste Schauspielerin 2003/2004 für ihre Leistung in Kabarett: A Cheerical.
Sie wirkte sowohl in kanadischen als auch US-amerikanischen Fernsehproduktionen mit.
Seit 2004 ist sie mit Michael Wolffenden verheiratet.

## Filmografie (Auswahl)

### Filme
- 2005: Tripping the Wire (Fernsehfilm)
- 2006: Last Exit (Fernsehfilm)
- 2006: My First Wedding
- 2008: Infiziert (Infected, Fernsehfilm)
- 2008: Ein Engel im Winter (Afterwards)
- 2013: Der Traum vom Glück (Holidaze, Fernsehfilm)
- 2018: Nur ein kleiner Gefallen (A Simple Favor)
- 2018: Robbery
- 2019: Business Ethics
- 2021: A Christmas Letter (Fernsehfilm)
- 2022: Love Triangle Nightmare (Fernsehfilm)

### Serien
- 2006: 10.5 – Apokalypse (10.5: Apocalypse, Miniserie)
- 2010: Men with Brooms (12 Episoden)
- 2012–2015: Saving Hope (39 Episoden)
- 2016: Open Heart Burglary (4 Episoden)
- 2016: American Gothic (2 Episoden)
- 2016–2017: Murdoch Mysteries (2 Episoden)
- 2018: Schitt’s Creek (Episode 4x11)
- 2018: Impulse (Episode 1x10)
- 2019: Grey’s Anatomy (Episode 15x160)